# Physetica sollennis
Physetica sollennis là một loài bướm đêm trong họ Noctuidae.